# Lava
LAVA Mining and Quarrying SA — грецька корпорація, спеціалізується на видобутку й переробці індустріальних і будівельних матеріалів. Заснована у 1952 році. Найбільший світовий виробник пемзи.
Входить до підприємств промислової групи LafargeHolcim. Штаб-квартира розташована в Афінах.
У 2001 році видобула 885 тис. т пемзи, 150 тис. т кремнезему, 450 тис. т пуцоланів та 260 тис. т гіпсу.